# Раціоналізм
Раціоналі́зм  (від лат. ratio — розум) — філософський погляд, який наголошує першість і компетентність розуму (логічного ходу міркування) в пошуках правди. В історії філософії раціоналізм протиставляється емпіризму — філософській установці, яка кладе в основу пошуків істини досвід. 
До видатних представників раціоналістичної школи мислення належали Бенедикт Спіноза, Рене Декарт, Готфрід Лейбніц. Особливе місце посідає філософія Іммануїла Канта, який намагався виділити апріорне знання, тобто ту частину знання людини, яку неможливо отримати з досвіду.

## Раціоналізм у Середньовіччі
Раціоналізм вважається ознаковою характеристикою сучасного духу. Проте твердження, що раціоналізм був чимось зовсім чужим для середньовічної думки є хибним. Педантичність схоластики свідчить про поважну позицію, яку людське міркування посідало серед знавців католицької церкви. Без сумніву раціоналізм середніх віків був інтенсифікований через перевідкриття Арістотелівських доктрин. Але ентузіастичне сприйняття Арістотеля Святим Альбертом Великим і його учнями означає попередню здібність до логічної думки. Раціоналізм не прийшов у Європу, так би мовити, раптом нізвідки.
До цього можна додати, що навіть примітивна людина має здібність до раціонального мислення, і на те вона є цілком здібною, спостерігаючи світ навколо себе манерою, яка нагадує будь-якого сучасного емпіриста, аби зрозуміти закони природи. Примітивна людина не покладається на манну з неба коли вона охоплена голодом; вона не будує помешкання в повітрі, як Пітер Бергер нам нагадує: щоденне життя примітивної людини, як наше, домінується емпіричними, прагматичними, утилітарними імперативами стосовними до «цього світу»; вона б не справилася з найменшими основними проблемами виживання, якби це не було так (Пітер Бергер: 1969, ст. 15)
Раціоналізм не є приватною власністю сучасників. Хай там як, необхідно зазначити одну важливу різницю: тоді як середньовічні схоласти покірно допускали, що деякі істини були поза розумінням людського логічного мислення, сучасна людина не відчувала б жодного трепету стикаючись з такими таємницями. За Томою Аквінським, хоча людське мислення не в змозі збагнути повністю істини, що є понад ним, проте, якщо воно якось сприймає ці істини принаймні вірою, для себе воно набуває великої досконалості (Summa Contra Gentiles І, 5:6). Сучасна людина, однак, або заперечувала існування всього, що лежить поза світом відчутного прояву, або займала позицію вже знаного агностика. Рене Ґюно пояснив цю сучасну тенденцію, як «солідифікація (затверділість) світу» (Ґюно: 1945, голова 17). Світ, за словами Ґюно, став «закритою системою» (Ібід: ст. 115). В переносній термінології можна сказати, що здається була збудована непрохідна стіна аби заслонити світ від будь-якого небесного впливу. Ґюно зазначив, що ця солідифікація не триватиме до невизначеності та робить ясним, що тріщини зобов'язують з'явитися у «великій стіні» (Ґюно: 1945, голова 25).